# Classement mondial de la FIBA
Le classement mondial de la FIBA a été introduit afin de permettre une comparaison relative entre les équipes nationales de basket-ball. Il prend en compte toutes les équipes nationales affiliées à la FIBA sur la base de leurs résultats au cours des huit dernières années, dans les catégories seniors et jeunes, masculines et féminines.

## Mode de calcul et cycle de mise à jour

### Classements féminin et jeunes
Seules les compétitions organisées par la FIBA sur deux olympiades (8 années) sont utilisées pour le calcul du classement ; les autres tournois et matchs amicaux ne sont pas pris en compte. Les mises à jour sont effectuées à l'issue de chaque compétition. La plus ancienne est supprimée et remplacée par sa nouvelle édition.
Les compétitions de jeunes (garçons et filles) concernent les coupes du monde des catégories U17 et U19, ainsi que les championnats continentaux des catégories U16 et U18. Un classement combiné, regroupant les 4 classements de base, est aussi édité.

#### Poids des événements
Chaque événement de la FIBA a une importance différente, basée sur la valeur des équipes nationales engagées :
| Nombre | Compétition                                                 | Poids |
| ------ | ----------------------------------------------------------- | ----- |
| 2      | Coupes du monde (masculin et féminin)                       | 5     |
| 2      | Tournois olympiques (masculin et féminin)                   | 5     |
| 2      | Coupes du monde U19 (masculin et féminin)                   | 1     |
| 2      | Coupes du monde U17 (masculin et féminin)                   | 1     |
| 4      | Championnats d’Europe (masculin et féminin)                 | 1     |
| 4      | Championnats d’Europe U18 et U16 (masculin et féminin)      | 1     |
| 4      | Championnats des Amériques (masculin et féminin)            | 0,8   |
| 4      | Championnats des Amériques U18 et U16 (masculin et féminin) | 0,8   |
| 4      | Championnat d'Asie (masculin et féminin)                    | 0,3   |
| 4      | Championnats d’Asie U18 et U16 (masculin et féminin)        | 0,3   |
| 4      | Championnats d’Afrique (masculin et féminin)                | 0,2   |
| 4      | Championnats d’Afrique U18 et U16 (masculin et féminin)     | 0,2   |
| 4      | Championnats d’Océanie (masculin et féminin)                | 0,1   |
| 4      | Championnats d’Océanie U18 et U16 (masculin et féminin)     | 0,1   |

#### Nombre de points attribués par compétition
Les équipes doivent disputer des matchs de classement lors de chaque tournoi, ce qui permet d'obtenir un classement complet à l'issue de chaque compétition.
| Place                   | Points |
| ----------------------- | ------ |
| Médaille d'or (1re)     | 50     |
| Médaille d'argent (2e)  | 40     |
| Médaille de bronze (3e) | 30     |
| 4e                      | 15     |
| 5e                      | 14     |
| 6e                      | 13     |
| 7e                      | 12     |
| 8e                      | 11     |
| 9e                      | 10     |
| 10e                     | 9      |
| 11e                     | 8      |
| 12e                     | 7      |
| 13e                     | 6      |
| 14e                     | 5      |
| 15e                     | 4      |
| 16e                     | 3      |
| 17e                     | 2      |
| 18e et plus             | 1      |

## Classements

### Hommes
Classement après les éliminatoires de la coupe du monde 2023.
| Rang | Équipe        | Points | Évolution     |
| ---- | ------------- | ------ | ------------- |
| 1    | États-Unis JO | 838,8  | en stagnation |
| 2    | Serbie        | 758,9  | +2            |
| 3    | Allemagne CM  | 755,3  | en stagnation |
| 4    | France        | 753,0  | +5            |
| 5    | Canada        | 747,8  | +2            |
| 6    | Espagne EU    | 746,7  | -4            |
| 7    | Australie AS  | 732,5  | -2            |
| 8    | Argentine AM  | 731,1  | en stagnation |
| 9    | Lettonie      | 711,4  | -3            |
| 10   | Lituanie      | 698,9  | en stagnation |

Changement après le 18 novembre 2022.
Légende : AF champion d'Afrique en titre, AM champion des Amériques en titre, AS champion d'Asie en titre, CM champion du Monde en titre, EU champion d'Europe en titre, JO champion Olympique en titre, OC champion d'Océanie en titre. Source : Site officiel de la FIBA : fiba.basketball

### Femmes
Après les qualifications continentales de février 2023.
| Rang | Équipe            | Points | Évolution     |
| ---- | ----------------- | ------ | ------------- |
| 1    | États-Unis CM, JO | 848,8  | en stagnation |
| 2    | Chine AS          | 676,5  | en stagnation |
| 3    | Australie         | 668,3  | en stagnation |
| 4    | Espagne           | 665,4  | en stagnation |
| 5    | Canada            | 648,9  | en stagnation |
| 6    | France            | 635,2  | en stagnation |
| 7    | Belgique EU       | 632,7  | en stagnation |
| 8    | Serbie            | 582,9  | en stagnation |
| 9    | Japon             | 578,9  | en stagnation |
| 10   | Porto Rico        | 487,4  | en stagnation |

Légende : AF champion d'Afrique en titre, AM champion des Amériques en titre, AS champion d'Asie en titre, CM champion du Monde en titre, EU champion d'Europe en titre, JO champion Olympique en titre. Source : Site officiel de la FIBA : fiba.basketball

### Garçons
Classement du 15 décembre 2022.
| Rang | Équipe     | Points | Évolution     |
| ---- | ---------- | ------ | ------------- |
| 1    | États-Unis | 828,1  | en stagnation |
| 2    | Espagne    | 722,6  | en stagnation |
| 3    | France     | 720,7  | en stagnation |
| 4    | Australie  | 683,6  | +4            |
| 5    | Lituanie   | 681,4  | +2            |
| 6    | Serbie     | 663,8  | en stagnation |
| 7    | Canada     | 653.3  | -3            |
| 8    | Turquie    | 649.6  | -3            |
| 9    | Italie     | 626.4  | +4            |
| 10   | Slovénie   | 604.9  | +4            |

### Filles
Classement du 13 décembre 2022.
| Rang | Équipe     | Points | Évolution     |
| ---- | ---------- | ------ | ------------- |
| 1    | États-Unis | 847,8  | en stagnation |
| 2    | France     | 751,1  | +1            |
| 3    | Australie  | 698.4  | -1            |
| 4    | Espagne    | 697.4  | +1            |
| 5    | Canada     | 681.2  | +3            |
| 6    | Hongrie    | 674.0  | +4            |
| 7    | Lituanie   | 653.3  | +7            |
| 8    | Belgique   | 625.1  | +5            |
| 9    | Slovénie   | 609.1  | +36           |
| 10   | Italie     | 605.6  | -5            |

### Classement combiné
À l'issue des championnats continentaux 2015
| Rang | Équipe     | Points | Évolution     |
| ---- | ---------- | ------ | ------------- |
| 1    | États-Unis | 3280   | en stagnation |
| 2    | Espagne    | 1995   | en stagnation |
| 3    | France     | 1410   | en stagnation |
| 4    | Australie  | 1166   | en stagnation |
| 5    | Russie     | 1133   | en stagnation |
| 6    | Argentine  | 1033,6 | en stagnation |
| 7    | Canada     | 984,8  | +2            |
| 8    | Brésil     | 976    | -1            |
| 9    | Serbie     | 925    | -1            |
| 10   | Turquie    | 884    | en stagnation |